# Orobanche cernua
Orobanche cernua là loài thực vật có hoa thuộc họ Cỏ chổi. Loài này được Loefl. mô tả khoa học đầu tiên năm 1758.